# 佐藤孝行
佐藤 孝行（さとう こうこう、本名読み：さとう たかゆき、1928年〈昭和3年〉2月1日 - 2011年〈平成23年〉5月18日）は、日本の政治家。衆議院議員（11期）、運輸政務次官、国務大臣総務庁長官（第20代）、自民党総務会長（第34代）、自由民主党行政改革推進本部長などを歴任した。

## 来歴・人物
北海道瀬棚郡北檜山町（現久遠郡せたな町）出身。旧制函館中学定時制、明治大学政治経済学部政治学科卒業。

### 政界入り
自民党の実力者・河野一郎の秘書を経て、1963年の衆院選で旧北海道3区から初当選し以後11期当選（当選同期に小渕恵三・橋本龍太郎・小宮山重四郎・伊東正義・田中六助・渡辺美智雄・藤尾正行・中川一郎・三原朝雄・鯨岡兵輔・西岡武夫・奥野誠亮など）。その後も、河野率いる春秋会を継承し中曽根派率いる中曽根康弘の腹心として活躍していた。

#### 逮捕
加藤六月、三塚博らと並んで、「航空族」議員としても知られていたが、運輸政務次官在職中の1972年に、全日空の若狭得治会長から、佐藤が作成中の大型旅客機国内線導入の運輸大臣通達案で全日空に有利な内容を盛り込むよう請託を受け、その謝礼として現金200万円を受領したとして、1976年8月に東京地検によって受託収賄容器で逮捕される。前月には、田中角栄元首相も逮捕されており、ロッキード事件の「全日空ルート」の中心人物とされた。同年12月の総選挙では田中角栄、二階堂進ら事件への関与が取りざたされた議員が当選する一方、佐藤は落選した。公判において佐藤は無罪を主張してきたが、1982年6月8日の東京地裁判決、1986年5月14日の東京高裁判決とも有罪。上告を断念したため、懲役2年執行猶予3年、追徴金200万円の有罪判決が確定。その後も、無所属議員ながら、中曽根の腹心として働き、執行猶予期間終了後の1989年に自民党に復党。

#### 執行猶予終わりの復党後
1991年には、宮澤喜一首相（自民党総裁）のもと、閣僚未経験ながら総務会長として党三役入りを果たし、政治力は復活した。だが、その経歴と「悪代官」と呼ばれる外見から、マスコミからは政治改革をつぶす守旧派のシンボルとされ、1993年の自民党野党転落の一因ともなった。その一方で、竹下派が分裂して誕生した羽田派が、自民党を離党して新生党を結成した際には、「金丸さんの下でぬくぬく育ってきた人たちが、政治改革を掲げるのはお門違い」と指摘。その後も「国民が求めている真の政治改革は、金丸事件に見られるような政治と金のつながりを断ち切ることであり、選挙制度を変えることではない」と主張し、小選挙区制導入を目論む小沢一郎等を厳しく批判した。佐藤は、ロッキード事件で逮捕されて以来、首相在任時に同事件の究明に尽力した三木武夫とは犬猿の仲だったが、反小沢の急先鋒となって以降は、「佐藤孝行と仲の悪い政治家は、一に小沢一郎、二に三木武夫」とまでいわれたほどであった。
佐藤の反小沢ぶりが広く知られるようになったのが、自民党北海道連会長として臨んだ1995年の北海道知事選挙である。道知事を勇退する横路孝弘の後継者として堀達也が立候補していたが、道連会長として、日本社会党所属ながら反小沢という点で佐藤と共通していた伊東秀子を担ぎ出した。知事選では堀が当選したが、佐藤・伊東の2人は日本全国の反小沢派から支持された。なおこの時、佐藤の伊東擁立に小沢が大激怒し、小沢が所属していた新進党が堀を推薦する一幕もあったという。

#### 山崎拓の政調会長留任とのバーターによる初入閣
1996年の第41回衆議院議員総選挙では、小選挙区制導入で新設された北海道8区から立候補するが、民主党現職（社会民主党を離党）で新進党・公明も支援する現職大蔵政務次官の鉢呂吉雄に敗北し、比例復活となった。1997年9月11日発足の第2次橋本改造内閣では、中曽根の強い後押しもあり、政権最大の課題は中央省庁再編を柱とする行政改革で、直前まで党行革推進本部長だった佐藤の起用を「行革実現のため」との名分が成り立つとして、政権の目玉政策である中央省庁再編を担当する総務庁長官兼中央省庁改革等担当大臣として、念願の初入閣を果たした。就任記者会見では、「過ぎたるは及ばざるがごとし」と過去の罪状への質問をかわしたが、橋本龍太郎首相は「批判は承知で、考えに考え抜いた上でこの道を選んだ」。橋本は改造後の記者会見で語った。世論の批判が収まらず、閣外協力をしていた社民党・さきがけ両党に加え、自民党からも佐藤辞任論が噴出した。佐藤は拒んだが、臨時国会召集が近づくと、身内の旧渡辺派の幹部からも自発的辞任を促され、わずか12日間で辞任した。この事態で、行政改革で支持率の高かった橋本内閣の支持率も暴落させた。

#### 総務庁長官辞任後・参院選敗北と引退
さらには翌1998年の第18回参議院議員通常選挙で自民党は惨敗した。このような事態を招く危険性から、当選11回の大ベテランでもロッキード事件で有罪が確定した経歴のある佐藤孝行の入閣に歴代首相が二の足を踏んでいた。橋本龍太郎首相は「佐藤を閣僚にしてほしい」と元首相の中曽根康弘から迫られるたびに「申し訳ありませんが……」と断ってきたが、中曽根は簡単に引き下がらなかった上に、佐藤が所属していた旧渡辺派のベテラン議員や中曽根が交代を強く求めていた党政調会長の山崎拓を橋本の願い通り留任させる代わりに、佐藤入閣を認めるというバーターで入閣が決まった。しかし、このバーター、たった一つの人事によって、橋本政権に幕を引かせてしまった。捲土重来を期した2000年の第42回衆議院議員総選挙では鉢呂に連敗し、前回に続く比例復活も果たせず落選。小泉フィーバーで自民党が圧勝した2001年の第19回参議院議員通常選挙では北海道選挙区の清和研新人伊達忠一及び比例区の志帥会新人福島啓史郎を支援。2003年に鉢呂の2003年北海道知事選挙出馬に伴う補欠選挙への不出馬を表明し、11期務めた政界から引退した。

### 政界引退後
地盤を継承した次男の佐藤健治は、横浜国立大学経済学部卒業後、日本電信電話公社及びNTTコミュニケーションズ勤務を経て、北海道第8区から出馬した。2003年の第43回衆議院議員総選挙で、自民党公認を得て出馬するも、総裁派閥の清和研が支援する新人前田一男と保守分裂選挙となり、民主党現職金田誠一に敗れ落選。前田が松前町長就任後の2005年の第44回衆議院議員総選挙では金田に連敗し、落選。金田が引退した2009年の第45回衆議院議員総選挙では公認を得られず無所属で出馬し逢坂誠二に完敗、三度目の落選となった。
2011年5月18日、胆管癌のため東京都内の病院で死去。83歳没。

## 著書
- 『検察おそるべし―政治とカネと民主主義について』、（ネスコ、1987年2月）
- 『われ、かく戦えり―生き地獄13年からの生還』、（東急エージェンシー出版部、1989年11月）